# Kangean (jezik)
Kangean jezik (ISO 639-3: kkv), jedan od dva jezika madurske podskupine malajsko-sumbavskih jezika, austronezijska porodica, kojim govori 110 000 ljudi (2000 popis) na otocima Kangean, istočno od Madure u Indoneziji.
Leksički mu je najsličniji madurski [mad] (75%)

## Vanjske poveznice
- Ethnologue (14th)
- Ethnologue (15th)